# Alkali Flat Trail
L'Alkali Flat Trail est un sentier de randonnée américain dans le comté d'Otero, au Nouveau-Mexique. Il est situé au sein du parc national des White Sands.

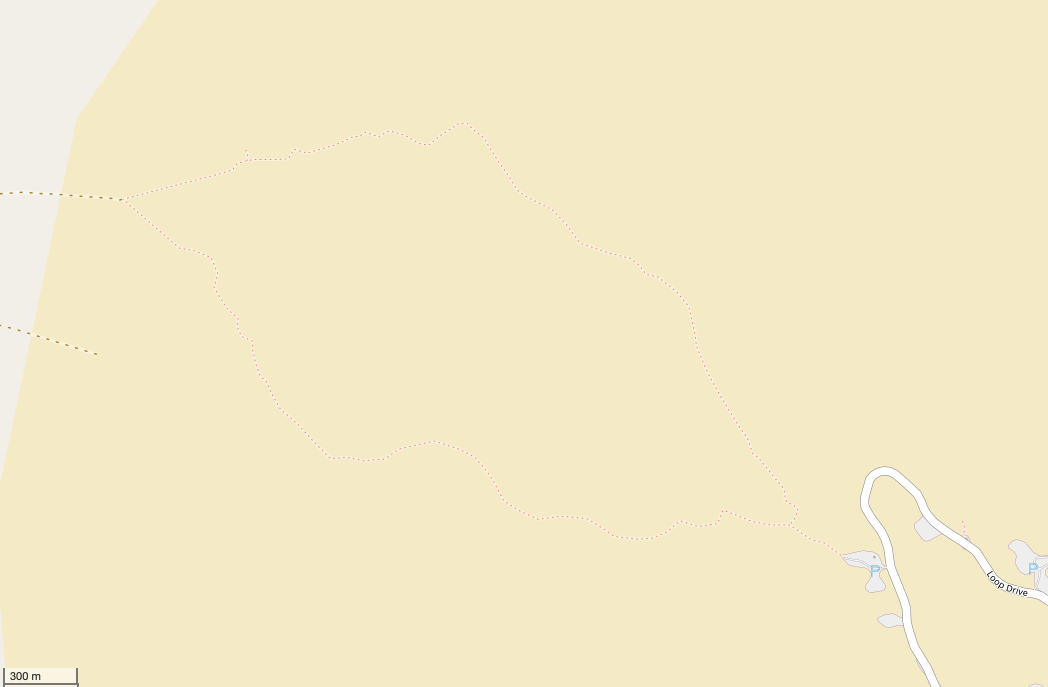
Tracé de l'Alkali Flat Trail (pointillés rouges) sur OpenStreetMap